# Aganippe
Aganippe (grek. Αγανιππη), vilket betyder "mild häst", var flera figurer i grekisk mytologi.
Aganippê var bland annat en najad i mytologin. Hon var dotter till Termessos och bodde i en källa, också kallad Aganippe, vid berget Helikon i Boiotien (centrala Grekland). Källan var helgad åt muserna och dess vatten ansågs ge inspiration åt poeterna.